# قائمة المليارديرات الأيرلنديين
تستند قائمة فوربس التالية للمليارديرات الأيرلنديين إلى التقييم السنوي للثروة والأصول التي جمعتها ونشرتها مجلة فوربس في عام 2023.

## قائمة المليارديرات الأيرلنديين لعام 2023
| الترتيب في أيرلندا | اسم               | المواطنة | صافي الثروة (بالدولار الأمريكي) | مصادر الثروة           |
| ------------------ | ----------------- | -------- | ------------------------------- | ---------------------- |
| 1                  | شابور ميستري      | أيرلندا  | 7 مليار                         | مجموعة شابورجي بالونجي |
| 2                  | جون جرايكين       | أيرلندا  | 6.3 مليار                       | صناديق لون ستار        |
| 3                  | جون كوليسون       | أيرلندا  | 5.5 مليار                       | سترايب                 |
| 4                  | باتريك كوليسون    | أيرلندا  | 5.5 مليار                       | سترايب                 |
| 5                  | دينيس أوبراين     | أيرلندا  | 2.7 مليار                       | Digicel                |
| 6                  | جون دورانس الثالث | أيرلندا  | 2.6 مليار                       | شركة كامبل سوب         |
| 7                  | جون ارميتاج       | أيرلندا  | 2.3 مليار                       | إجيرتون كابيتال        |
| 8                  | ديرموت ديزموند    | أيرلندا  | 2.2 مليار                       | سلتيك                  |
| 9                  | يوجين مرتاغ       | أيرلندا  | 2.1 مليار                       | مجموعة Kingspan        |

## أنظر أيضا
- قائمة المليارديرات